# Otto Benndorf
Otto Benndorf, celým jménem Friedrich August Otto Benndorf (13. září 1838, Greiz – 2. ledna 1907, Vídeň) byl německý a rakouský klasický archeolog, klasický filolog, zakladatel a první ředitel Rakouského archeologického Institutu ve Vídni a univerzitní pedagog. Vyučoval na univerzitách v Göttingenu, v Curychu a v letech 1872–1876 byl prvním profesorem klasické archeologie v německojazyčné Evropě, a to na filozofické fakultě Německé univerzity v Praze, kde v Klementinu založil katedru klasické archeologie a její sbírku sádrových odlitků. Přátelil se s několika českými sběrateli umění, například s Vojtěchem Lannou ml. V letech 1864–1868 byl organizátorem a vedoucím několika archeologických výzkumů v Římě, na Sicílii, v Řecku a v Malé Asii (například v Efezu), autor vědeckých publikací, člen Pruské královské akademie věd a dalších vědeckých institucí.